# 丰立祥
丰立祥（1957年8月3日—），男，山西山阴人，中华人民共和国政治人物，中国共产党党员。本科毕业于太原工学院机械工程系，后来在职获得北京科技大学管理学院工学硕士、南京航空航天大学经济与管理学院管理科学与工程博士。曾任大同市人民政府市长，中共大同市委书记。2014年10月15日，中共山西省纪委宣布丰立祥涉嫌严重违纪，正在接受组织调查。2014年11月13日，媒体报道天津市检察院已对丰立祥涉嫌行贿、受贿案立案调查并采取强制措施，案件正在侦查中。2015年8月7日，中共山西省纪委发布，丰立祥被开除党籍、开除公职。

## 生平
1957年8月，丰立祥生于山西省山阴县。1974年12月，17岁的丰立祥成为知识青年，在山阴当地插队，曾担任知青队的队长。1976年，丰立祥加入中国共产党。1977年，丰立祥考入太原工学院机械工程系铸造工艺及设备专业，1978年3月入学，成为恢复高考后的第一批大学生。1981年12月，丰立祥本科毕业，被分配到山西省冶金地质勘探公司（今中国冶金地质总局三局）政治部，担任科员。过了不到一年，他又被调动到中共山西省委办公厅担任秘书。四年之后，他调入中共山西省顾问委员会办公厅，任调研室副主任。两年多后，他又调往山西省人民政府办公厅工交处，成为副处级干事。1992年1月，他到山西省人民政府办公厅计划处担任副处长，4个月后获得提拔，在计划处、经济一处担任处长。1996年，他进入中共太原市委任秘书长。此后十年，他一直在太原市委工作，自1996年11月起一直是市委常委，曾担任过组织部部长、纪委书记。

### 任职大同
2006年2月，丰立祥被调往大同，先被任命为中共大同市委副书记，一个月后成为代市长。又过了一个月，他在大同市人民代表大会上正式被选为大同市市长。丰立祥出任市长时，大同市的经济已经连续滑落多年，丰立祥提出“转型发展，绿色崛起”，主张让大同市经济转型，摆脱单一依赖煤炭产业的局面。任职不过两年多，山西省委将时任太原市副市长的耿彦波调往大同任市委副书记，丰立祥接替郭良孝任市委书记。耿彦波随后成为代市长，并在同年7月的大同市人民代表大会上当选市长。同年，丰立祥成为第十一届全国人民代表大会代表。2011年8月，丰立祥在中共大同市党代会上被选为市委书记，得以续任。耿彦波任大同市长期间，推动了大规模的“造城运动”。据说，由于耿彦波在新闻中出现较多，大同当地媒体曾收到通知要求确保报道丰立祥的版面数，丰立祥也特意安排了几次调研，以制造新闻供媒体报道。2013年2月，中共山西省委曾发布公示，将耿彦波列为市委书记人选考察对象，但是不久耿彦波调往太原出任市长。有说法称，当时山西省委本打算让耿出任大同市委书记，让丰去省里任职，但是丰不愿意离开市委书记职位，省里也没有合适职位出缺。不过，也有人认为丰立祥还算配合耿彦波的工作，不然耿的城建活动不能这样顺利进行下去。媒体报道，知情人士认为丰立祥性情温和，但是官话多、实才少，主政大同期间并没有多少政绩。

### 违纪被查
2014年10月15日，中共山西省纪委宣布丰立祥涉嫌严重违纪，正在接受组织调查。丰立祥是中共山西省纪委书记黄晓薇9月30日履新后查处的首位地市级官员。当日的《大同日报》头版报道，丰立祥前一天（10月14日）还出席了两场会议，并在大同市部署开展“四大专项行动”（纪律作风大整顿、民生问题大走访、矛盾纠纷大排查、城乡环境大整治）的专题会议上发表了讲话。10月11日丰立祥还主持了一场部署反腐败的市委常委扩大会议，会议强调“反腐败大同不能掉队”。有媒体报道，15日下午新闻报道丰立祥落马后，一些大同市民放鞭炮以示庆祝。有媒体认为这种说法有牵强附会之嫌。但是，11月初媒体又报道，一赵姓男子在丰立祥被调查后到中共大同市委举国旗、拉横幅、唱国歌、放鞭炮，因此被大同警方以“严重影响社会秩序”依《中华人民共和国治安管理处罚法》处以行政拘留十五日。
澎湃新闻网的报道暗示丰立祥被查可能与侯伍杰有关，侯伍杰任太原市委书记期间丰立祥先后任市委秘书长、组织部长。一财网的报道称，有知情人士猜测丰立祥落马与张新明、谢江有关，丰立祥曾批准张谢二人开采一处铁矿。不过，这名知情人士也不排除丰立祥落马和其它官员的关联。2014年11月13日，媒体报道天津市检察院已对丰立祥涉嫌行贿、受贿案立案调查并采取强制措施，案件正在侦查中。2014年11月28日，中共山西省纪委通报四名县官因违纪接受调查。这四人与丰立祥均有交集，丰立祥在大同任市委书记期间，徐尚红任天镇县县长、中共天镇县委书记，中共左云县委书记；李立平任广灵县县长等职；解先文任中共阳高县委书记等职；康晓剑任浑源县县长等职。2015年8月7日，中共山西省纪委公布，丰立祥被开除党籍、开除公职。纪委公布的信息称，丰立祥利用职务便利，在干部选用、企业经营上收受贿赂、为人牟利，“数额巨大，情节严重，涉嫌犯罪”，“涉嫌犯罪问题及线索和涉案款物移送司法机关依法处理”。
丰立祥除担任第十一届全国人民代表大会代表，还是第九、十届中共山西省委委员，中共山西省第八、九、十次党代会代表，山西省第十、十一、十二届人大代表，大同市第十二、十三届人大代表等。2014年10月16日，大同市人大常委会决定免去丰立祥省人大代表职务。丰立祥落马后，中共大同市委书记一职空缺近10个月，直到2015年8月5日才由原中共北京市平谷区委书记张吉福接任。2016年10月12日，天津市第二中级人民法院以受贿罪、行贿罪、巨额财产来源不明罪判处其有期徒刑20年，并处罚金人民币200万元。